# Sulle ali del cavallo bianco
| Recensione | Giudizio |
| ---------- | -------- |
| Newsic.it  | 7,50/10  |
| Ondarock   | 6,5/10   |
| Rockit     | Positivo |
| Rockol     | 7,5/10   |
| Le Rane    | Positivo |

Sulle ali del cavallo bianco è il quinto album in studio del cantante italiano Cosmo, pubblicato il 15 marzo 2024. 

## Tracce
Testi e musiche di Marco Jacopo Bianchi e Alessio Natalizia.
1. Come un angelo – 2:01
2. Gira che ti gira – 2:42
3. Talponia – 3:33
4. E se – 2:53
5. Troppo forte – 4:18
6. L'abbraccio – 3:37
7. Tutto un casino – 3:56
8. Ho un'idea – 4:00
9. Momenti – 3:51
10. Sulle ali del cavallo bianco – 3:51
11. Il messaggio – 4:18

Tracce bonus nella riedizione streaming
1. Sconosciuti – 3:37
2. Energia – 4:36